# Drymaria malachioides
Drymaria malachioides är en nejlikväxtart som beskrevs av John Isaac Briquet. Drymaria malachioides ingår i släktet Drymaria och familjen nejlikväxter. Inga underarter finns listade i Catalogue of Life.